# Венель
Венель (фр. Venelles) — коммуна на юго-востоке Франции в регионе Прованс — Альпы — Лазурный Берег, департамент Буш-дю-Рон, округ Экс-ан-Прованс, кантон Тре.
Площадь коммуны — 20,54 км², население — 8156 человек (2006) с тенденцией к росту: 8278 человек (2012), плотность населения — 403,0 чел/км².

## Население
Население коммуны в 2011 году составляло 8227 человек, а в 2012 году — 8278 человек.
| 1962 | 1968 | 1975 | 1982 | 1990 | 1999 | 2006 | 2011 | 2012 |
| ---- | ---- | ---- | ---- | ---- | ---- | ---- | ---- | ---- |
| 623  | 1553 | 2672 | 5225 | 7046 | 7535 | 8156 | 8227 | 8278 |

Динамика населения:

## Экономика
В 2010 году из 5301 человек трудоспособного возраста (от 15 до 64 лет) 3843 были экономически активными, 1458 — неактивными (показатель активности 72,5 %, в 1999 году — 68,1 %). Из 3843 активных трудоспособных жителей работали 3545 человек (1795 мужчин и 1750 женщин), 298 числились безработными (131 мужчина и 167 женщин). Среди 1458 трудоспособных неактивных граждан 555 были учениками либо студентами, 545 — пенсионерами, а ещё 358 — были неактивны в силу других причин.
На протяжении 2010 года в коммуне числилось 3411 облагаемых налогом домохозяйств, в которых проживало 8186,0 человек. При этом медиана доходов составила 25 тысяч 957 евро на одного налогоплательщика.